# 上帝，保佑沙皇！
《上帝，保佑沙皇》，又譯作《天佑沙皇》（俄语：Боже, Царя храни!，拉丁轉寫：Bozhe, Tsarya khrani!）是俄罗斯帝国第三首国歌，於1833年至1917年3月15日期間使用。

## 歷史
《天佑沙皇》是從一場在1833年的徵樂比賽中選出，由小提琴家阿列克谢·利沃夫作曲，瓦西里·安德烈耶维奇·茹科夫斯基填詞。在1917年二月革命爆發，3月15日俄羅斯帝國傾覆以前，一直是俄羅斯的國歌。帝國滅亡之後由《工人马赛曲》取代並成為臨時政府非正式國歌，直至十月革命爆發，臨時政府被布爾什維克推翻為止。
自從《天佑沙皇》成為國歌以後，有很多俄羅斯作曲家都有採用此歌曲主旋律來作曲，最著名的例子包括彼得·伊里奇·柴可夫斯基的《1812序曲》、《斯拉夫進行曲》以及丹麥國歌序曲。但在苏联時期，《1812序曲》及《斯拉夫進行曲》中的《天佑沙皇》部分被其他歌曲所代替。
1998年，俄羅斯作曲家、蘇聯時期著名搖滾樂手亚历山大·圭蒂斯基曾提倡再次使用《天佑沙皇》成為俄羅斯國歌，但其歌詞並非是原本茹可夫斯基的版本。

## 改編歌曲
1842年，英国作家亨利·卓萊將《天佑沙皇》改編並填上新詞，定名為《全能全權之神》（God, the Omnipotent!），並以《俄羅斯詩歌》之名義，在19及20世紀的詩歌集內發佈。《俄羅斯詩歌》的曲調至今仍收錄在部份英語教會詩歌集內，包括聯合衛理公會詩歌集、美國長老會詩歌集、美國路德會崇拜聖詩集及美国圣公会的《1982聖詩集》（The Hymnal 1982）的〈俄羅斯章〉內。
《天佑沙皇》的旋律亦被應用在美國部份院校的校歌及制服團體的官方歌曲，並填上新詞。包括宾夕法尼亚大学校歌《歡呼，賓夕法尼亞！》（Hail, Pennsylvania!）、麥卡萊斯特學院的《親愛的老麥卡萊斯特》（Dear Old Macalester）、美國童軍聖劍盟的官方歌曲、玛丽昂泰伯学院校歌及奧勒岡州波特蘭格蘭特高中校歌等。
由莫里斯·賈爾配樂的1965年電影《齊瓦哥醫生》曾多次採用《天佑沙皇》歌曲，尤其在序幕部份。

## 外部連結
- （英文）俄羅斯國歌博物館
- （俄文）俄羅斯國歌博物館
- （英文）俄羅斯國歌資料 （页面存档备份，存于）
- （中文）俄國國歌介紹 （页面存档备份，存于）
- YouTube上的